# Franquenée
Franquenée est un hameau de la section de Taviers de la commune belge d’Éghezée située dans la province de Namur en Région wallonne.
En 1803, l'ancienne paroisse de Franquenée est supprimée et rattachée à la paroisse de Taviers. Franquenée fait partie d’Éghezée depuis la fusion des communes de 1977. 

## Situation
Le hameau se trouve sur la rive gauche de la Mehaigne coulant au sud entre les villages de Taviers situé en amont et Boneffe en aval . Franquenée se situe à 5 kilomètres au nord-est d’Éghezée, sur la route nationale 624 appelée localement route de Hesbaye.

## Patrimoine
La chapelle Saint-Pierre date de la seconde moitié du XVIIIe siècle. Elle a été construite en brique et pierre bleue sur un haut soubassement en calcaire. Elle compte un clocheton carré, une seule nef de deux travées se raccordant par pans arrondis au chevet semi-circulaire. La porte d'entrée ainsi que les six fenêtres forment des arcs en plein cintre.
La ferme de Franquenée est implantée en bordure ouest du hameau. Il s'agit d'une ferme en carré en briques et pierres calcaires chaulées construite à partir du XVIIe siècle. En outre, elle possède un porche avec colombier daté de 1659 sur une dalle armoriée ainsi qu'une tour ronde dressée à l'angle nord-ouest.Elle a appartenu à l’abbaye d’Affligem et ensuite aux Spangen, Merode, Clermont-Tonnerre et enfin aux Wautier qui l'occupent toujours.

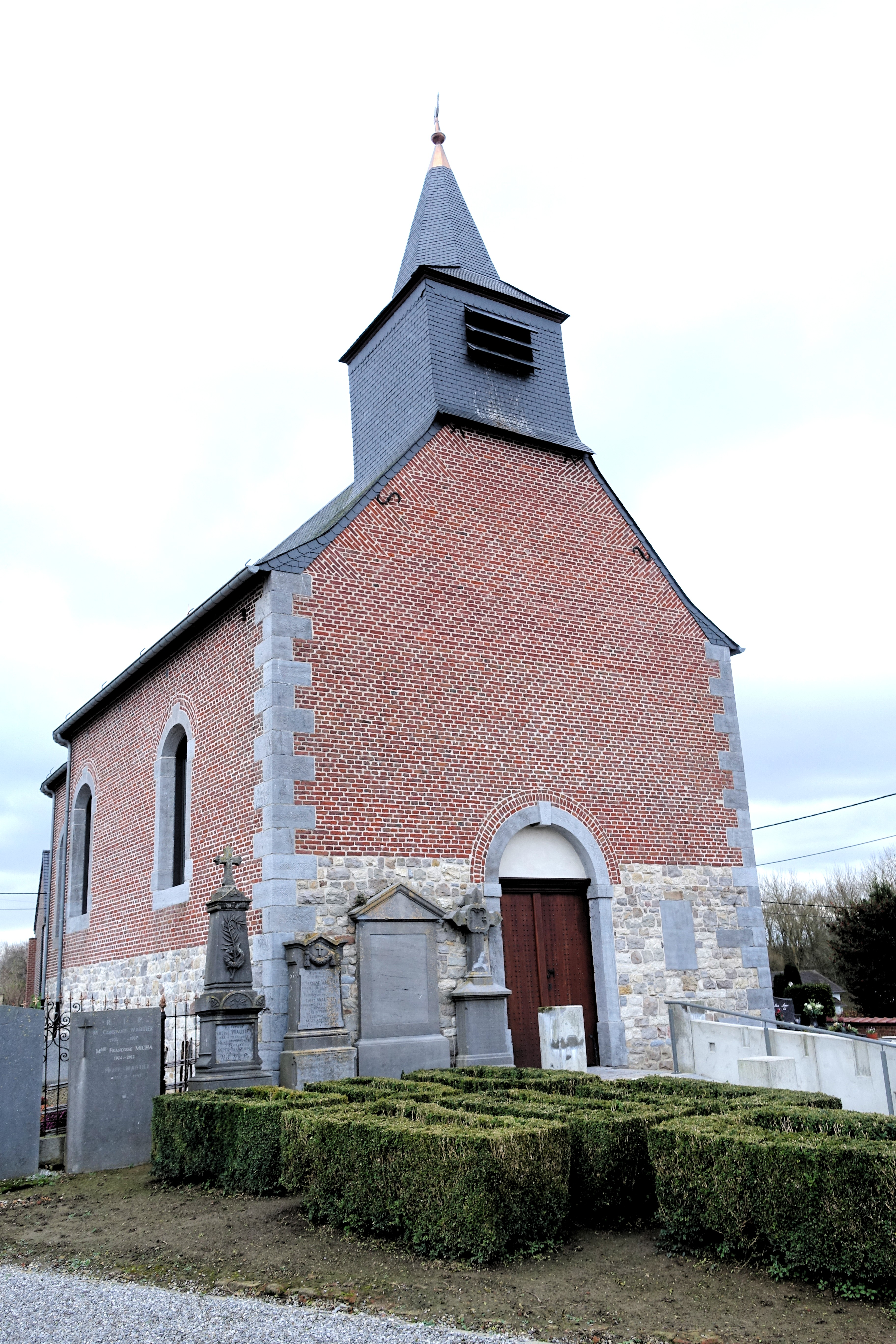
Chapelle Saint-Pierre
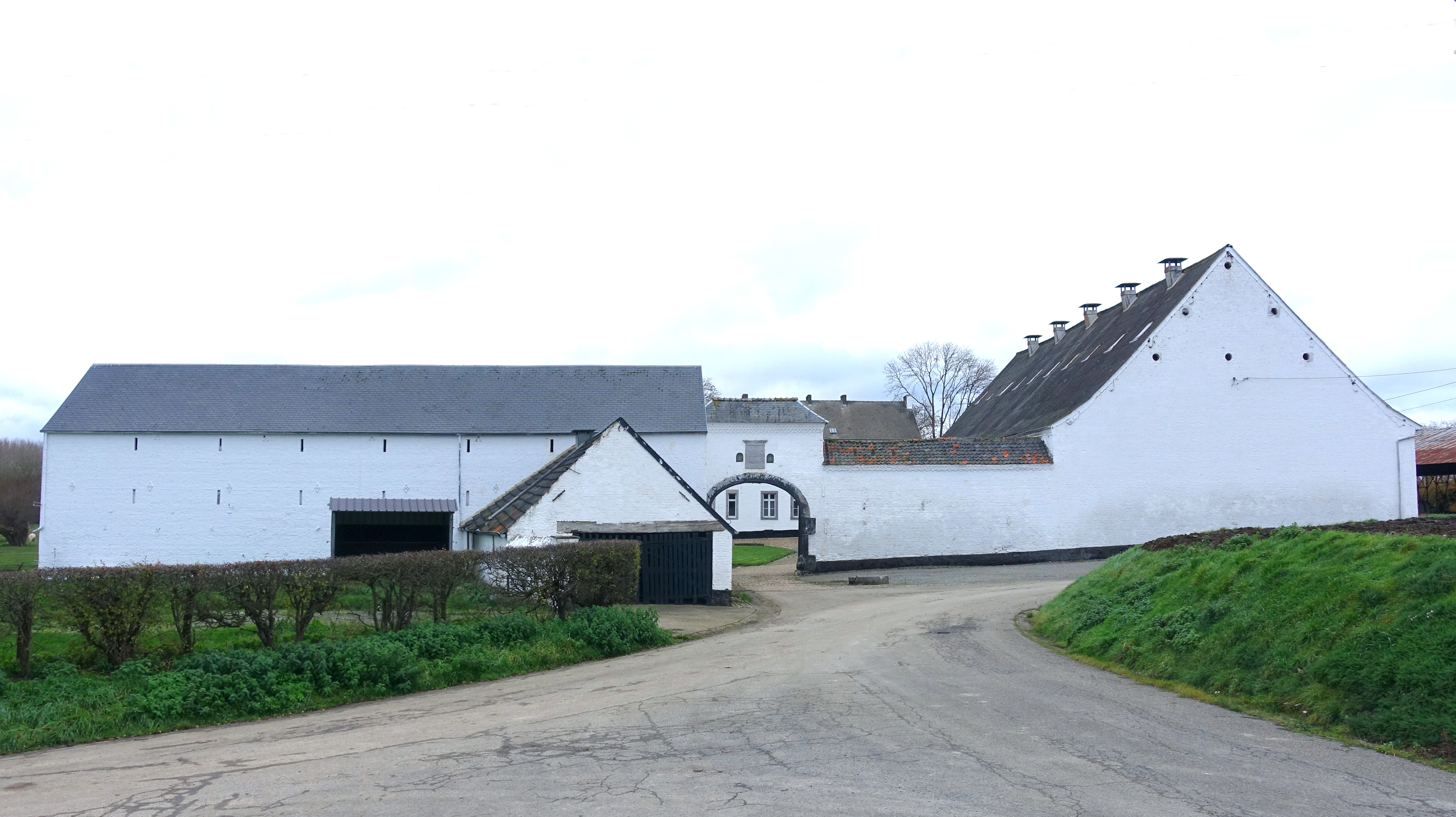
Ferme de Franquenée